# Stazione di Tombolo
Stazione di Tombolo vasútállomás Olaszországban, Pisa település Tombolo frazionéjában.

## Vasútvonalak
Az állomást az alábbi vasútvonalak érintik:
- Pisa–Róma-vasútvonal

## Kapcsolódó állomások
A vasútállomáshoz az alábbi állomások vannak a legközelebb:
- Stazione di Livorno Calambrone
- Stazione di Pisa Centrale